# Ріо (Греція)
Ріо (грец. Ρίο) — місто й колишній муніципалітет в номі Ахая, Західна Греція.

## Географія
Ріо є найпівнічнішим муніципалітетом півострова Пелопоннес. Розташований уздовж південно-східного узбережжя Патраїкосу, за 7 км на північний схід від центру міста Патри. Основною пам'яткою Ріо є міст, що перетинає протоку Патраїкос та поєднує Ріо з Антіріо.  Також тут розташована середньовічна  Фортеця Ріо.
Докладніше: Фортеця Ріо

## Населення
Динаміка населення міста за роками
| Рік  | Муніципальний район | Муніципалітет |
| ---- | ------------------- | ------------- |
| 1981 | 2,012               | -             |
| 1991 | 3,496               | 10,280        |
| 2001 | 5,231               | 13,291        |